# Xian de Jiangchuan
Le xian de Jiangchuan (江川县 ; pinyin : Jiāngchuān Xiàn) est un district administratif de la province du Yunnan en Chine. Il est placé sous la juridiction de la ville-préfecture de Yuxi.

## Démographie
La population du district était de 252 680 habitants en 1999.